# Cruzeiro brasiliano (1942)
Il cruzeiro (noto anche come cruzeiro vecchio) è stato la valuta del Brasile tra il 1º novembre 1942 e il 12 febbraio 1967. Era suddiviso in 100 centavos. Il suo simbolo era Cr$ o ₢.

## Storia
Il cruzeiro ha sostituito il real nel 1942 al cambio di 1 000 real = 1 cruzeiro (vecchio). Fu in vigore fino al 1967, quando, a causa dell'alta inflazione registrata in particolare negli anni cinquanta e sessanta, si rese necessario cambiare valuta per poter avere una contabilità più adeguata.
Per tale motivo nel 1967 il Brasile adottò una nuova valuta transitoria, il cruzeiro nuovo, che aveva un valore pari a 1 000 cruzeiros vecchi e che era destinata a circolare finché le nuove banconote, lanciate nel 1970 ed emesse dalla Casa da Moeda do Brasil, entrassero in circolazione.

### Origine del nome
Uno dei primi a proporre "cruzeiro" come nome per la moneta del Brasile fu l'economista Carlos Inglês de Sousa nel novembre 1926 nel suo libro Restauração da Moeda no Brasil, dove ha ripreso la sua preconizzazione per un miglioramento della valuta (già esposta nel suo altro libro A Anarquia Monetária e suas Conseqüências del 1924) e in cui propone "di sostituire mille real con il cruzeiro, se fosse questo il nome scelto (...)".
Tuttavia, il nome "cruzeiro" era già stato proposto da Américo Lobo, come indicato negli annali del Senato Federale del Brasile, il 21 settembre 1891, in sostituzione di "real", nome considerato da alcuni, all'epoca, un'indesiderata eredità portoghese.

### Progetto
Prima dell'adozione effettiva della moneta, il progetto era quello di rendere convertibile il real.
Tuttavia, questi progetti sono stati ostacolati dal fatto che sul mercato circolavano varie emissioni differenti, introdotte dalla Caixa de Conversão, dal Banco do Brasil e dal Tesouro Nacional, rendendo difficile organizzare tutto in un unico modello, in particolare per l'insorgenza di un aggio tra le banconote convertibili e quelle non convertibili in oro.
Ai fini di organizzare al meglio l'emissione di carta moneta, il progetto era quello di creare il "cruzeiro d'oro", che avrebbe avuto una quotazione al valore fisso stabilito in 10.000 real "non convertibili".
Tuttavia, a causa della crisi del 1929 e della rivoluzione del 1930, il progetto fu abbandonato e solamente nel 1942 fu lanciato il cruzeiro come sostituto del real, con la differenza che il cruzeiro, emesso in situazione di guerra, non era convertibile ed era equiparato alla vecchia moneta al cambio di un cruzeiro per mille real.

## Monete
Nel 1942 furono introdotte monete in tagli da 10, 20 e 50 centavo, 1, 2 e 5 cruzeiro. Le monete in centavo furono inizialmente coniate in cupronichel, poi passarono ad alluminio-bronzo nel 1943, mentre all'inizio le monete in cruzeiro erano coniate in alluminio-bronzo. La moneta da 5 cruzeiro non è stata più coniata dopo il 1943. In tutte le monete l'alluminio ha sostituito l'alluminio-bronzo tra il 1956 e il 1957. La coniazione di monete è cessata nel 1961, riprendendo nel 1965 con 10 e 20 cruzeiro d'alluminio, e 50 cruzeiro di cupronichel. Nel 1964, le monete in centavo sono state ritirate per via dell'inflazione, e le altre monete sono state ritirate tra il 1967 e il 1968.
| Emissioni regolari | Emissioni regolari | Emissioni regolari | Emissioni regolari | Emissioni regolari | Emissioni regolari | Emissioni regolari | Emissioni regolari       | Emissioni regolari           | Emissioni regolari      | Emissioni regolari | Emissioni regolari | Emissioni regolari | Emissioni regolari |
| Immagine           | Immagine           | Valore             | Parametri tecnici  | Parametri tecnici  | Parametri tecnici  | Parametri tecnici  | Descrizione              | Descrizione                  | Periodo di circolazione | Data di            | Data di            | Tiratura           | Note               |
| Diritto            | Rovescio           | Valore             | Diametro           | Spessore           | Massa              | Composizione       | Diritto                  | Rovescio                     | Periodo di circolazione | emissione          | ritiro             | Tiratura           | Note               |
| ------------------ | ------------------ | ------------------ | ------------------ | ------------------ | ------------------ | ------------------ | ------------------------ | ---------------------------- | ----------------------- | ------------------ | ------------------ | ------------------ | ------------------ |
|                    |                    | 10 centavo         |                    |                    |                    | Cupronichel        |                          |                              |                         | 1942               | 1964               |                    |                    |
|                    |                    | 10 centavo         |                    |                    |                    | Alluminio-Bronzo   |                          |                              |                         | 1943               | 1964               |                    |                    |
|                    |                    | 10 centavo         |                    |                    |                    | Alluminio          |                          |                              |                         | 1956-1957          | 1964               |                    |                    |
|                    |                    | 20 centavo         |                    |                    |                    | Cupronichel        |                          |                              |                         | 1942               | 1964               |                    |                    |
|                    |                    | 20 centavo         |                    |                    |                    | Alluminio-Bronzo   |                          |                              |                         | 1943               | 1964               |                    |                    |
|                    |                    | 20 centavo         |                    |                    |                    | Alluminio          |                          |                              |                         | 1956-1957          | 1964               |                    |                    |
|                    |                    | 50 centavo         |                    |                    |                    | Cupronichel        |                          |                              |                         | 1942               | 1964               |                    |                    |
|                    |                    | 50 centavo         |                    |                    |                    | Alluminio-Bronzo   |                          |                              |                         | 1943               | 1964               |                    |                    |
|                    |                    | 50 centavo         |                    |                    |                    | Alluminio          |                          |                              |                         | 1956-1957          | 1964               |                    |                    |
|                    |                    | 1 Cr$              |                    |                    |                    | Alluminio-Bronzo   |                          |                              |                         | 1942               | 1967-1968          |                    |                    |
|                    |                    | 1 Cr$              |                    |                    |                    | Alluminio          |                          |                              |                         | 1956-1957          | 1967-1968          |                    |                    |
|                    |                    | 2 Cr$              |                    |                    |                    | Alluminio-Bronzo   |                          |                              |                         | 1942               | 1967-1968          |                    |                    |
|                    |                    | 2 Cr$              |                    |                    |                    | Alluminio          |                          |                              |                         | 1956-1957          | 1967-1968          |                    |                    |
|                    |                    | 5 Cr$              |                    |                    |                    | Alluminio-Bronzo   |                          |                              |                         | 1942               | 1967-1968          |                    |                    |
|                    |                    | 10 Cr$             | 23,0 mm            | 2,00 mm            | 2,15 g             | Alluminio          | Mappa del Brasile        | Valore e data                |                         | 1965               | 1967-1968          | 46 057 000         |                    |
|                    |                    | 20 Cr$             | 25,0 mm            | 2,00 mm            | 2,45 g             | Alluminio          | Mappa del Brasile        | Valore e data                |                         | 1965               | 1967-1968          | 52 026 000         |                    |
|                    |                    | 50 Cr$             | 18,0 mm            | 1,70 mm            | 3,30 g             | Cupronichel        | Effigie della Repubblica | Valore e data, ramo di caffè |                         | 1965               | 1967-1968          | 28 213 000         |                    |

## Banconote
Inizialmente, il progetto di emissione era limitato ai tagli da 10, 20, 50, 100, 200, 500 e 1 000 cruzeiro; le banconote da 1, 2 e 5 cruzeiro sono state introdotte solo a causa della situazione di guerra, dal momento che non c'erano le condizioni per l'emissione di monete metalliche. Inoltre, il Tesouro Nacional emise banconote in tagli da 5, 10, 20, 50, 100, 200.000 e 500.000 real con un timbro circolare all'interno del quale era rispettivamente riportato il valore di 5, 10, 20, 50, 100, 200 e 500 cruzeiro.
Anche a causa dello sforzo bellico, le vecchie banconote da mille real emesse dal Banco do Brasil nel 1923 e che erano in deposito, furono riutilizzate e messe in circolazione nel 1944 con il valore di 1 cruzeiro. A differenza delle banconote da mille real emesse dal Tesouro Nacional, queste non hanno avuto alcun timbro o marcatura della nuova unità.
Per la prima stampa delle banconote fu incaricata la American Bank Note Company, mentre la seconda, con lievi modifiche e senza il taglio da 1 cruzeiro, fu affidata alla Thomas de La Rue & Co. Ltd e introdotta dal 1949.
Nel 1961, con questa valuta, ci fu la prima esperienza di emissione di banconote da parte della Casa da Moeda do Brasil, che ha emesso la terza stampa della banconota da 5 cruzeiro, conosciuta come la "Nota do Índio".
A causa dell'inflazione, fu introdotto il taglio da 5 000 cruzeiro nel 1963 e quello da 10 000 cruzeiro nel 1966. Essendo stato mantenuto il disegno delle banconote precedenti, la prima fu stampata dalla American Bank Note Company e la seconda dalla Thomas de La Rue & Co. Ltd. Le banconote da 1 e 2 cruzeiro non sono state più prodotte dopo il 1958.
Le ultime banconote di questa valuta sono servite come modello per la valuta transitoria chiamata cruzeiro nuovo, che era equivalente a 1 000 cruzeiro (vecchi) o un milione di real (un conto de réis), per la quale vennero emessi i tagli da 1, 5 e 10 centavo (10, 50 e 100 cruzeiro vecchi - 2ª stampa), 50 centavo (500 cruzeiro vecchi - 1ª stampa), 1, 5 e 10 cruzeiro nuovi (1 000, 5 000 e 10 000 cruzeiro vecchi - 1ª stampa).
Ancora nel 1967, furono emesse banconote da 10 000 cruzeiro vecchi (2ª stampa), tutte con apposto il timbro della nuova denominazione.
Tutte le banconote appartenenti a questa valuta hanno perso il loro valore legale tra il 1972 e il 1975.
| Sovrastampe su real | Sovrastampe su real | Sovrastampe su real | Sovrastampe su real | Sovrastampe su real |
| Immagine            | Immagine            | Valore              | Data di             | Data di             |
| Fronte              | Retro               | Valore              | emissione           | ritiro              |
| ------------------- | ------------------- | ------------------- | ------------------- | ------------------- |
|                     |                     | 5 Cr$               | 1942                |                     |
|                     |                     | 10 Cr$              | 1942                |                     |
|                     |                     | 20 Cr$              | 1942                |                     |
|                     |                     | 50 Cr$              | 1942                |                     |
|                     |                     | 100 Cr$             | 1942                |                     |
|                     |                     | 200 Cr$             | 1942                |                     |
|                     |                     | 500 Cr$             | 1942                |                     |

| Serie regolare | Serie regolare | Serie regolare | Serie regolare | Serie regolare |
| Immagine       | Immagine       | Valore         | Data di        | Data di        |
| Fronte         | Retro          | Valore         | emissione      | ritiro         |
| -------------- | -------------- | -------------- | -------------- | -------------- |
|                |                | 1 Cr$          | 1944           |                |
|                |                | 2 Cr$          | 1944           |                |
|                |                | 5 Cr$          | 1943           |                |
|                |                | 10 Cr$         | 1943           |                |
|                |                | 20 Cr$         | 1943           |                |
|                |                | 50 Cr$         | 1943           |                |
|                |                | 100 Cr$        | 1943           |                |
|                |                | 200 Cr$        | 1943           |                |
|                |                | 500 Cr$        | 1943           |                |
|                |                | 1 000 Cr$      | 1943           |                |
|                |                | 5 000 Cr$      | 1963           |                |
|                |                | 10 000 Cr$     | 1966           |                |